# World Trade Center (PATH)
 For alternative betydninger, se World Trade Center (flertydig). (Se også artikler, som begynder med World Trade Center)
World Trade Centers PATH-station åbnede oprindeligt den 19. juli 1909 under navnet Hudson Terminal. Da Hudson Terminal blev revet ned for at gøre plads til World Trade Center-komplekset, blev en ny station, der åbnede i 1971, opført.
Denne station fungerede som endestation for Newark-World Trade Center og Hoboken-World Trade Center, indtil den blev ødelagt under terrorangrebet den 11. september 2001. En midlertidig station blev efterfølgende bygget og indviet den 23. november 2003.
| Trafik | Spire Denne trafikartikel er en spire som bør udbygges. Du er velkommen til at hjælpe Wikipedia ved at udvide den. |

40°42′42″N 74°00′38″V / 40.7118°N 74.0105°V